# Euporus abyssinicus
Euporus abyssinicus är en skalbaggsart som beskrevs av Cornelius Herman Muller 1922. Euporus abyssinicus ingår i släktet Euporus och familjen långhorningar. Inga underarter finns listade i Catalogue of Life.